# Ernesto Cisneros
Ernesto Cisneros (26 ottobre 1940) è un ex calciatore messicano, di ruolo centrocampista o attaccante.

## Carriera
Con la Nazionale messicana ha preso parte ai Mondiali 1966.